# Halbleiterwerk Frankfurt (Oder)
Der VEB Halbleiterwerk Frankfurt (Oder) (kurz: HFO oder auch HWF) war der größte Produzent von Mikroelektronik der ehemaligen DDR.
Im letzten Produktionsjahr (1989) fertigte das Werk 150 Mio. Transistorchips, 110 Mio. ICs und 9,7 Mio. Transistoren.

## Unternehmensgeschichte

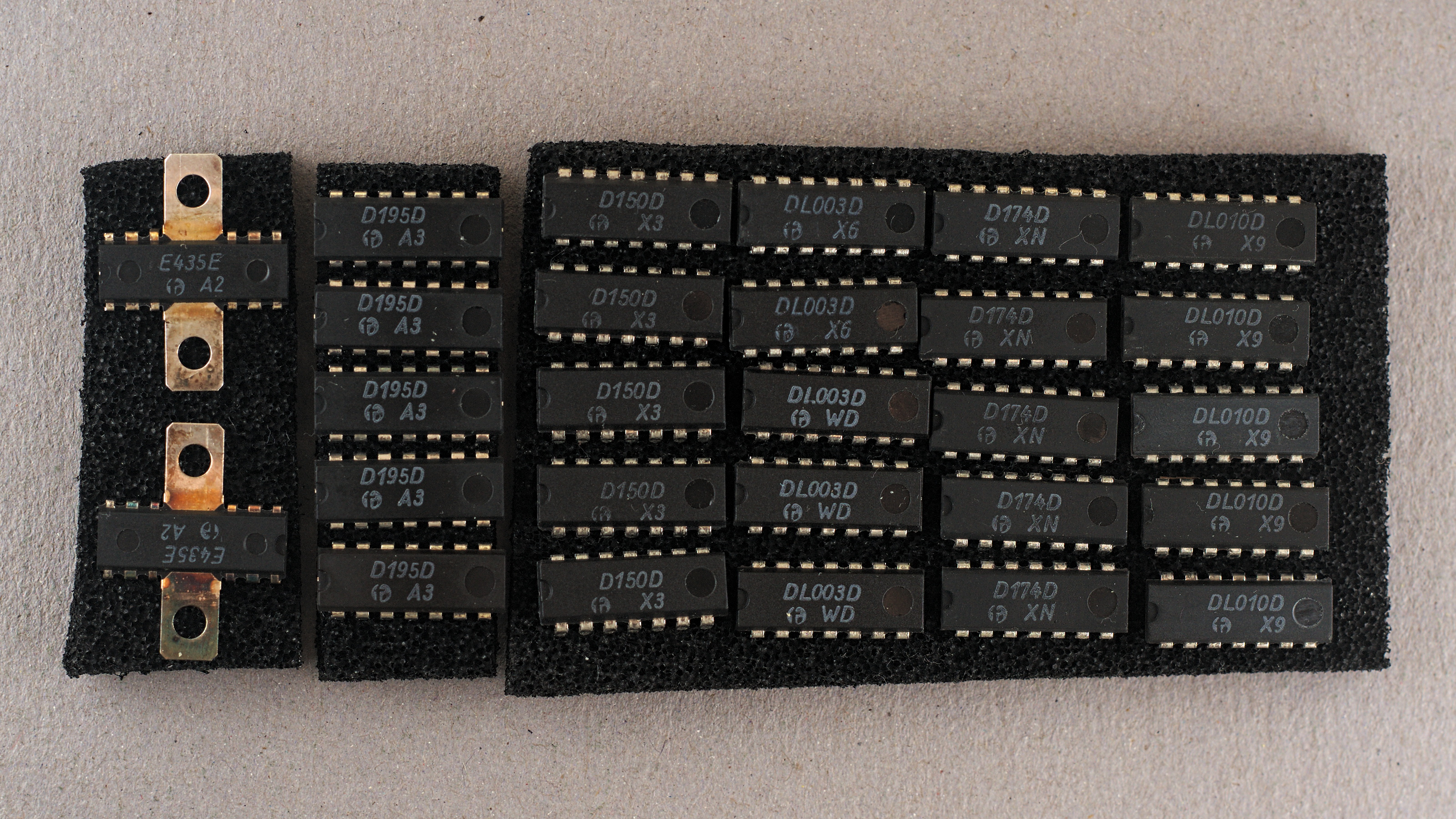
Digitale integrierte Schaltkreise aus dem Halbleiterwerk Frankfurt (Oder)

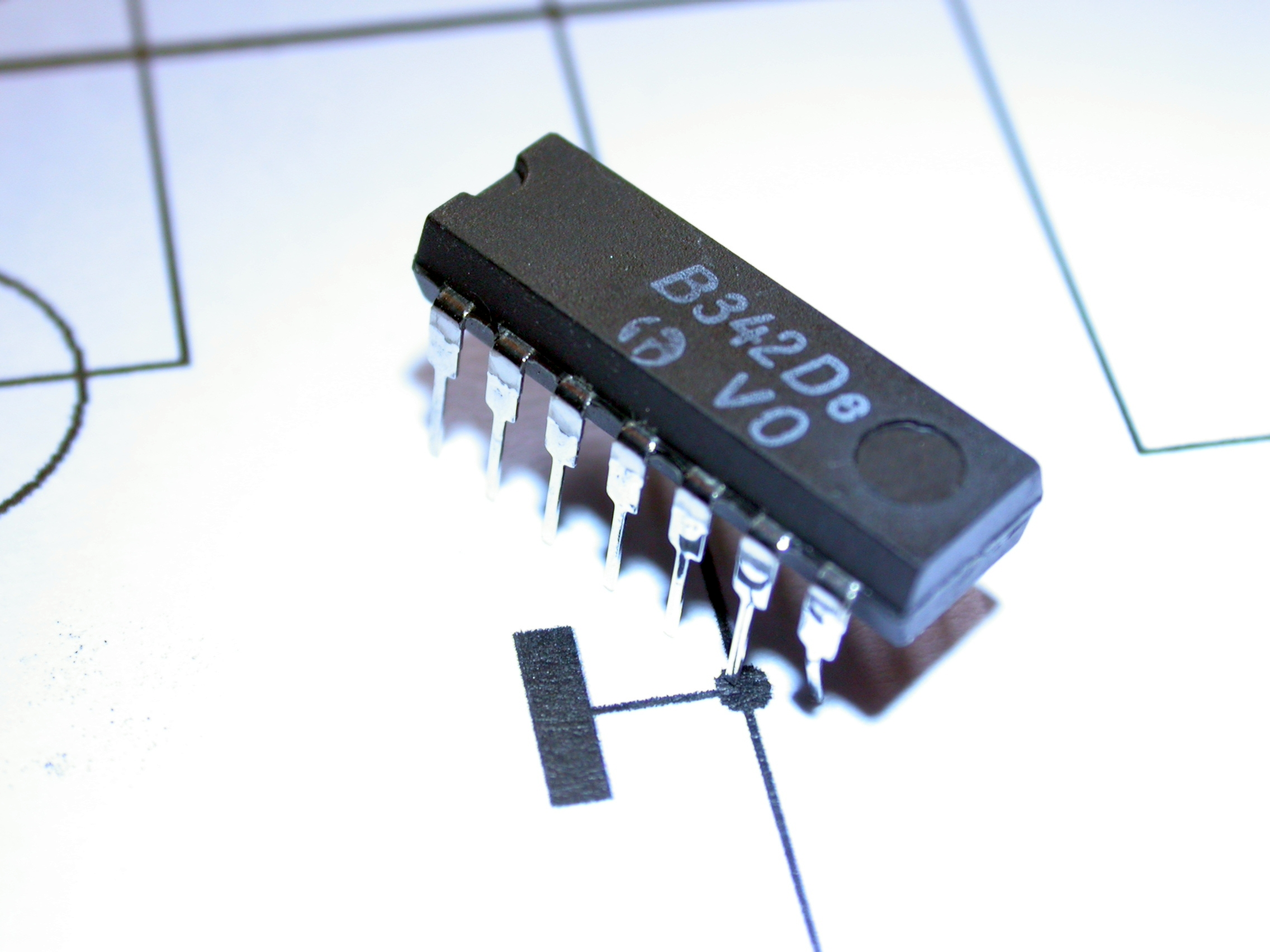
Transistor-Array B342D aus dem Halbleiterwerk Frankfurt (Oder)

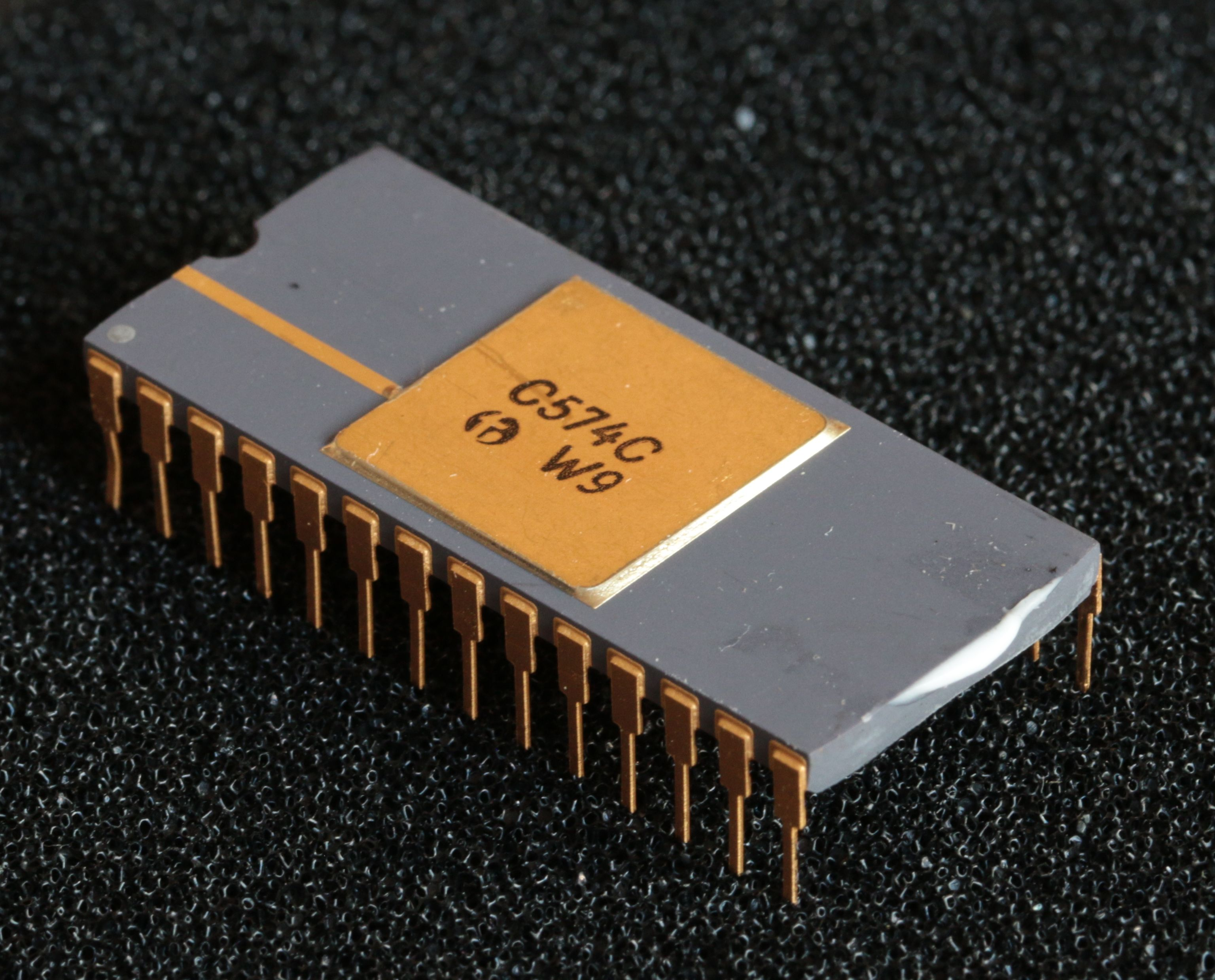
Analog-Digital-Wandler C574C aus dem Halbleiterwerk Frankfurt (Oder)

Das Halbleiterwerk wurde offiziell am 1. Januar 1959 gegründet. Die anfängliche Produktionsstätte war ein Haus in der Frankfurter Innenstadt, jedoch wurde 1961 nach zwei Jahren Bauzeit „auf der grünen Wiese“ in Markendorf bei Frankfurt (Oder) das Hauptbetriebsgelände errichtet. Eine weitere Produktionsstätte und Berufsschule wurde in der ehemaligen Mädchenberufsschule in der Potsdamer Straße 1 und 2 eingerichtet. Am 31. August 1970 erfolgte die Gründung der Betriebssportgemeinschaft (BSG) Halbleiterwerk (heutiger Name SV Preußen Frankfurt). Seit 1978 gehörte das Halbleiterwerk zum Kombinat Mikroelektronik Erfurt. Bis zum Jahr 1989 wuchs das Werk auf 8000 Mitarbeiter an. Im Halbleiterwerk wurden für die RGW-Länder mikroelektronische Bauteile gefertigt, die nicht aus dem „Nichtsozialistischen Wirtschaftsgebiet“ bezogen werden konnten. Mit der Währungsunion im Juli 1990 und dem damit verbundenen Übergang zur D-Mark brachen alle Wirtschaftsbeziehungen zum RGW zusammen, das Werk wurde über Nacht zahlungsunfähig, tausende Mitarbeiter wurden in Folge entlassen.
Nachfolger des VEB Halbleiterwerk Frankfurt (Oder) waren die SiMI Silicium Microelectronic Integration GmbH, die Megaxess GmbH Deutschland, die MSF Microtechnology Services Frankfurt (Oder) GmbH und die Chipfabrik Frankfurt (Oder).

## Produktprofil
Zur Zeit der Gründung Ende der 1950er Jahre lag der Fokus der weltweiten Mikroelektronik-Entwicklung auf bipolaren Halbleitern. Folgend fokussierte die Entwicklung des HFO auf alle Arten  bipolarer Schaltkreise. Ab Mitte der 1980er Jahre kamen dann CMOS-Taschenrechnerschaltkreise hinzu.
- Bipolare TTL-Schaltkreise (74xx-Serien ~ Serien D..., DL..., DS...., E...)
- Bipolare Analoge Schaltkreise (Serien A..., B..., C...)
- Bipolare Masterslice-Kundenschaltkreise (SBC IA..., ECL)
- Bipolare Vollkunden-IC (SBC, I²L, mixed analog/digital, Hochvolt)
- CMOS (Taschenrechnerschaltkreise U825...U828)
- Spielkonsole Bildschirmspiel 01

## Persönlichkeiten
Folgende Persönlichkeiten arbeiteten im Halbleiterwerk:
- Matthias Falter, technischer Leiter 1960–1964
- Joachim Auth, wissenschaftlicher Direktor 1964–1967
- Wolfgang Denda, 1960–1987
- Rosemarie Fuchs, 1962–1990
- Axel Henschke, 1973–1975
- Martin Wilke, 1983–1991

## Trivia
Wie das auch in anderen volkseigenen Großbetrieben üblich war, kamen bildende Künstler zur künstlerischen Arbeit in das Werk, z. b. Hannelore Neumann-Tachilzik, die u. a. 1969/1971 das Bild Arbeitsberatung / Frauen des Halbleiterwerks schuf. Es befindet sich im Brandenburgisches Landesmuseum für moderne Kunst, vormals Museum Junge Kunst in Frankfurt.